# Poliosia fragilis
Poliosia fragilis är en fjärilsart som beskrevs av Lucas 1890. Poliosia fragilis ingår i släktet Poliosia och familjen björnspinnare. Inga underarter finns listade i Catalogue of Life.